# Le spoglie di Poynton
Le spoglie di Poynton è un romanzo dello scrittore statunitense Henry James, inizialmente pubblicato a puntate, con il titolo The Old Things, su "The Atlantic Monthly" tra aprile e ottobre 1896 e l'anno successivo in volume (con diverse revisioni). Qualche ulteriore ritocco lo fece per l'edizione delle proprie opere complete stampate a New York nel 1907-09.

## Trama
La vedova Adela Gereth, donna di carattere e forte volontà, racconta a Fleda Vetch, donna sensibile e piena di gusto, di aver paura che il proprio figlio Owen voglia sposarsi con Mona Brigstock, giovane che lei ritiene piuttosto grossolana. Owen si fidanza con Mona e vorrebbe diventare proprietario di Poynton, la casa di famiglia piena di mobilia e oggetti d'arte collezionati negli anni da sua madre. Vorrebbe che Fleda lo aiuti a convincere la madre a lasciare la casa senza troppe discussioni. La madre acconsente a trasferirsi a Ricks, una seconda casa più piccola. Fleda le fa visita e nota come Adela, angosciata dalla loro possibile perdita, si sia portata con sé i pezzi di antiquariato più belli da Poynton. Owen riferisce che Mona si sente offesa per il "furto" dei mobili ed è arrabbiata per non aver potuto godersi i mobili che crede le spettano in eredità. Nel frattempo, Owen, giovane confuso che non riesce a liberarsi dalle prepotenze della madre e della stessa fidanzata, si sente attratto da Fleda più che dalla gretta Mona, e a un certo punto si dichiara. Fleda però, nonostante ne sia in qualche modo innamorata, insiste che lui rimanga fedele al fidanzamento con Mona, a meno che non sia lei stessa a romperlo. La signora Gereth restituisce i mobili, facendoli portare a Poynton. Dopo qualche giorno giunge notizia del matrimonio tra Owen e Mona, che sono partiti per l'estero. Fleda riceve una lettera da Owen che le chiede di scegliersi un pezzo di mobilio da Poynton per ricordo. Ma quando Fleda va a Poynton trova la casa completamente bruciata dal fuoco.

## Adattamenti
Dal libro è stata tratta una mini-serie in 4 puntate della BBC, diretta da Peter Sasdy nel 1970.

## Edizioni
- trad. A. Minissi Giannitrapani, Sansoni, Firenze, 1967
- con introduzione di Nadia Fusini, Collana Universale Letteraria n. 15, Sansoni, Firenze, 1989 ISBN 88-383-0909-4